# Karlslund, Falun
Karlslund är Falu tätorts allra yttersta utpost mot sydost. Namnet är från början namnet på en gård vid platsen, men när på 1990-talet ett litet villaområde byggdes upp där fick också det heta Karlslund. Området ligger vid Runn och Karlslundstjärnen och hänger via Uddnäs ihop med Hosjö, i vilket det ofta inräknas.